# 仁古泰
仁古 泰（にこ やすし、10月8日 - ）は、日本の男性声優。以前はオフィス野沢に所属していた。宮崎県出身。

## 出演作品

### テレビアニメ
1998年
- 異次元の世界エルハザード

2002年
- 攻殻機動隊 STAND ALONE COMPLEX（刑事）

2004年
- 攻殻機動隊 S.A.C. 2nd GIG（管制官）

2005年
- アイシールド21

### OVA
1996年
- 機動戦士ガンダム 第08MS小隊（男E）

### 劇場アニメ
2004年
- イノセンス

### ゲーム
2003年
- グローランサーIV（デリンガー）

2005年
- シャドウハーツ・フロム・ザ・ニューワールド（ギルバート）

2007年
- グローランサーVI（基地指令）

### 吹き替え
- ガン&スピリット
- スーパーエージェント 美女奪還大作戦!!
- 墓地

### 舞台
2004年
- 「連鎖街のひとびと」（市川新太郎）
- 「ガジャボイ追想」（岡谷一郎）

2005年
- 「ノスタルジック･カフェ 1971・あの時君は」（牛込紀代彦）
- 「ら抜きの殺意」（堀田与平）

2006年
- 「煙が目にしみる」（野々村浩介）
- 「もやしの唄」（喜助）

2007年
- 「はい、チーズ!」（富川渡）
- 「ウェディングドレスに乾杯!」（藤城猪鹿）

2008年
- 「翼」（吉本浩二）
- 「また逢う日まで」（岡田末吉）